# Amebelodontidae
Los amebelodóntidos (Amebelodontidae) son una familia extinta de grandes proboscídeos herbívoros que estaban estrechamente relacionados con los elefantes; han aparecido en estratos desde el Mioceno medio hasta el Plioceno superior en Norteamérica, Eurasia y África. Al principio fueron asignados a Gomphotheriidae, pero los autores recientes los consideran una familia distinta.

## Hábitos alimentarios
Se suponía que los amebelodóntidos extraían plantas acuáticas con sus colmillo inferiores en forma de pala. Sin embargo, parece que esta interpretación es errónea, ya que los colmillos superiores no se tomaron en consideración. El patrón de desgaste en los colmillos inferiores de Platybelodon grangeri y Platybelodon barnumbrowni indican que estas especies los usaron para cortar la vegetación de manera especializada.

## Galería
|                                      |
| Mandíbula de Archaeobelodon filholi. |

|                                              |
| Cráneo y mandíbula de Platybelodon grangeri. |